# Viktoria Faust
Viktoria Faust (Požega, 12. srpnja 1972.) je pseudonim 
hrvatske spisateljice horor romana Sanje Petriške.
Svoj prvi roman U anđeoskom liku zvijeri objavljuje 2000. Nakon toga osvaja naslov kraljice hrvatskih horor romana.
Nagrađivana je četiri puta: prvi put je dobila nagradu Gaia, osječkog SF kluba za dostignuća u 1998/1999., a 2001., 2003. i 2007. dobila je nagradu SFera.

## Životopis
Prvi put eksperimentalno počinje pisati u trinaestoj godini. Razlog tom eksperimentu bila je knjiga koju je nekoliko godina ranije pročitala, knjiga koja je se veoma dojmila i koju je željela ponovno pročitati. No kako se više nije mogla sjetiti ni imena knjige niti autora potraga se pokazala uzaludnom. Stoga na ostacima sjećanja stvara svoju priču koju će nazvati Adam i Dario u Plavoj zemlji.
1996. dolazi u Zagreb i od tada intenzivno piše. Od 2003. živi u Samoboru i otada redovito objavljuje.

## Popis djela

### Publicistika
- za nakladnika »Zagrebačka naklada«:
- Vampiri - legenda koja ne umire iz 1999. godine;
- Vještice - Knjiga Sjena iz 2000. godine;
- Vile - iz 2002. godine;
- Parapsihologija - iz 2002. godine;
- Leksikon ezoterije (u suradnji sa Sandrom Filipčić) - iz 2002. godine;
- za nakladnika »Distri-book« sve u 2003. godini:
- Tarot;
- Hiromantija;
- Rune;
- Numerologija;
- Nostradamus;
- Vještice
- zajedno s Thomas H. Knightom:
- Voodoo;
- Sotonizam;
- Hermetizam;

### Romani
- U anđeoskom liku zvijeri u izdanju »Zagrebačke naklade« iz 2000. godine;

Neizgovorena priča i "Smrtno uplašen", te "Anastazija" u izdanju »Centruma« iz 2005. godine.
Kratki roman koji se direktno nadovezuje na "U anđeoskom liku zvijeri" - "Anđeo na mome grobu" u izdanju »Distri-booka« u čijem izdanju će izaći i sljedeće zbirke priča:
Galerija užasa s pričama:
- Galerija užasa
- Reciklant (autorici jedna od najdražih priča)
- Harem mene same
- Još jedna šansa;

Vampirski snovi s pričama:
- Leptirica
- Sanjaju li vampiri zaklane ovce?
- Psiho faktor
- Vrištač (nagrada Sfera 2004. godine)
- Hotel "Kalifornia"
- Teško je biti vampir (nagrada Sfera 2002. godine);

Skice za umiranje s pričama:
- Oci
- Oni se tiho dižu iz magle
- Metempsihoza
- Skica za umiranje
- Narcis
- Jigarkhwar.

### U pripremi
Petriška će objaviti ukupno pet romana o doživljajima Damiana i Viktorie. Serijal nosi naziv Saga o vampiru. Treći dio "Posljednja molitva za đavola" autorica je započela, ali ga je potom stavila po strani jer se predozirala vampirima pa je morala početi pisati nešto drugo.
Autorica radi i na SF-horror-trileru CybegGhotic za kojega se nada da će također biti roman od nekih 250 kartica.
U skoroj budućnosti spisateljica bi trebala završiti i posljednju priču u serijalu Čovjek sa osmerokutnom kutijom. Radi se o komičnom romanu sačinjenom od osam priča, a koji pričaju o neobičnom paru Alexu i Stephanie. Likove za ove priče autorica je zasnovala na samoj sebi i njenom dragom, Thomas H. Knightu. Neke od tih priča već su objavljene po raznim časopisima, a nose sljedeća imena:
- Čovjek s Osmerokutnom Kutijom

Alex i Stephanie, o tome kako je sve počelo;
- Otkriće Alexandrije

Alex i Stephanie, kao da se ništa nije dogodilo;
- Ja Nisam Nespretan! (samo se stvari nalaze na krivim mjestima)

Alex i Stephanie, o tome kako je stvari najbolje ne planirati;
- Predsjednik Svijeta

Alex i Stephanie, u borbi za vlast;
- Vanzemaljci su Genijalni Freakovi za Tulume

Alex i Stephanie, o tome kako su spasili svijet;
- Međuzvjezdani Puteljci, Birtijske Tučnjave na Rubovima Galaksija i… Tuđinci sa Zemlje

Alex i Stephanie, a tko je tom luđaku dozvolio da vozi?!;
- Čovjek Koji je Mislio da je Isus Krist

Alex i Stephanie, svjedočeći što se događa kad netko oboli od kompleksa boga;
- Osmi ćošak

Alex i Stephanie, na tragu istine.